# Турда
 Тази статия е за града в Трансилвания.  За селото в Окръг Тулча вижте Армутлия.  
Ту̀рда (на румънски: Turda; на унгарски: Torda) е град в Румъния. Намира се в централната част на страната, в историческата област Трансилвания. Турда е вторият по важност град в окръг Клуж.
Според последното преброяване на населението (2002 г.) Турда има 57 726 жители.

## География и История
Град Турда се намира в средната част на Трансилвания, на около 30 км от Клуж-Напока, центърът на окръга. Турда се намира в долината на река Ареш, на мястото, където реката излиза от планината Бихор. Градът се създаден като тържище на тази река. Градът е съставна част от Първото Българско царство, като влиза в неговата територия през управлението на кан Крум през 801 г. и е част от нея до 1018 г. Градът е играл важна роля в икономиката на Първото Българско царство, поради солните мини, намиращи се в неговата околност. Градът най-вероятно е бил и поле на битките между българи и унгарци за контрол върху територията на Трансилвания, тогавашно българско Седмиградско.

## Население
По-голямата част (84 %) от населението на Турда е съставено от румънци. Други етнически групи в града са унгарци (около 10 %) и цигани (5 %). В началото на 20 век 70 % от населението на града са унгарци. Към средата на век някога многобройното немско население се изселва в Германия.